# Conflittualismo
(Karl Marx, 1848)

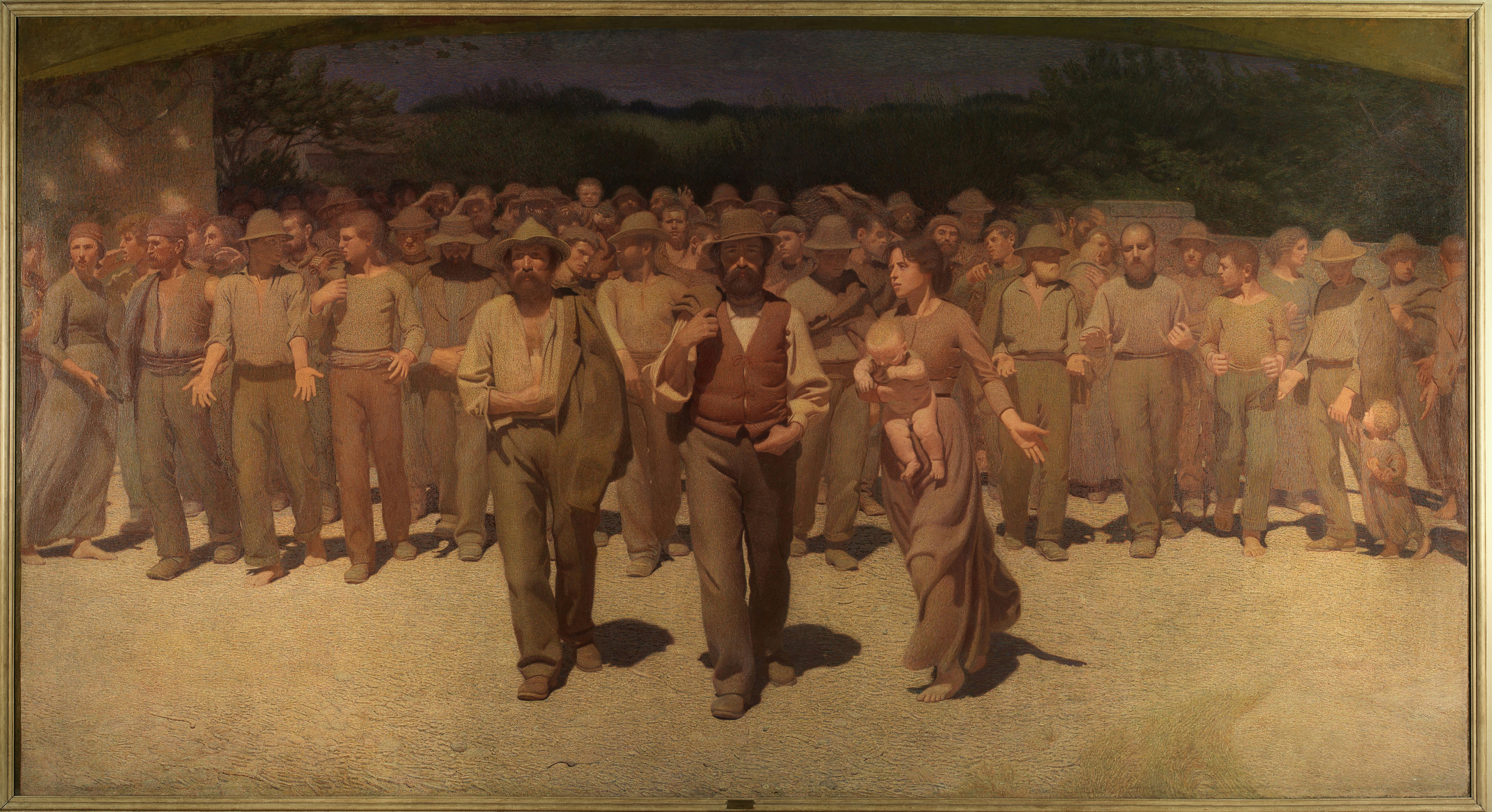
Il quarto stato, celebre dipinto realizzato dal pittore Giuseppe Pellizza da Volpedo nel 1901.

Il conflittualismo è una corrente del pensiero sociologico contemporaneo
Il termine conflittualismo è usato in sociologia per indicare la prospettiva del conflitto, una delle prospettive teoriche più importanti dopo la prospettiva funzionalista e prima della prospettiva interazionista . Con lo stesso termine s'intende anche la corrente di pensiero sociologico nella quale vengono inquadrati i rappresentanti della teoria del conflitto, teoria sociologica che spiega la conflittualità sociale come conseguenza di un conflitto d'interesse scoppiato tra due componenti della società, che di volta in volta vengono a trovarsi in conflitto per un motivo ben preciso. Un conflitto, per esempio può contrapporre due classi sociali, vecchi e giovani, insegnanti e studenti, produttori e consumatori, due razze diverse, due gruppi linguistici differenti, abitanti del centro e quelli della periferia di una stessa città, governanti e governati, e così via.
Nella storia della sociologia moderna viene considerato fondatore della teoria il più grande sociologo del XIX secolo: Karl Marx. Altri esponenti sono Sigmund Freud (il fondatore della psicoanalisi), Max Weber (il più importante sociologo del '900) e gli statunitensi Charles Wright Mills e Lewis A. Coser.
La teoria del conflitto, nata in Europa durante l'età delle rivoluzioni, ha dominato incontrastata nel campo della sociologia europea. Negli Stati Uniti inizialmente è stata ignorata, ma è diventata parte integrante della sociologia americana da quando Mills e Coser si sono resi conto che poteva spiegare meglio di altre prospettive sociologiche certi conflitti esistenti entro la società.

## Cause ed effetti

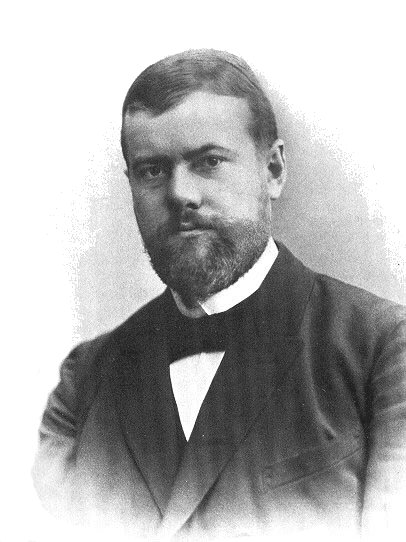
Max Weber

La conflittualità sociale in ogni società ed epoca è causata dall'insufficienza dei beni necessari alla sopravvivenza di ognuno. "Le cose che le persone vogliono - il potere, la ricchezza e il prestigio - sono sempre scarse", scrive Ian Robertson, "e la loro domanda supera l'offerta. Coloro che controllano queste risorse riescono a proteggere i loro interessi a spese degli altri". Il potere, la ricchezza e il prestigio sono le cause principali della conflittualità sociale. Questa a volte assume le caratteristiche di una forza distruttiva, a volte no. In ogni caso essa serve a raggiungere dei risultati positivi, dei cambiamenti benefici che diversamente non sarebbe stato possibile raggiungere da parte di chi ne aveva bisogno. Ciò fa sì che la conflittualità sia direttamente proporzionale all'insufficienza dei beni necessari alla sopravvivenza e al miglioramento della qualità della vita sociale. Senza la conflittualità la società non progredirebbe e non vi sarebbero cambiamenti, perché coloro che sono riusciti ad impossessarsi del potere politico ed economico lo eserciterebbero in modo da accrescerlo solo per sé e per trasmetterlo solo ai propri discendenti senza preoccuparsi degli svantaggi che ne deriverebbero a tutti gli altri appartenenti alla società.
Al fine di promuovere cambiamenti sociali, la conflittualità è stata utilizzata un numero incalcolabile di volte nella storia. Quando ad utilizzarla sono stati i conflittualisti violenti, le spese maggiori in termini di spargimento di sangue le ha pagate la società. Quando ad utilizzarla sono stati i non violenti si è verificato il contrario. In entrambi i casi (da un punto di vista conflittualista) la società, con un rapporto di costo-beneficio diverso, ne ha ricavato dei vantaggi in termini di miglioramento di qualità della vita e di progresso sociale.
Nella storia del mondo occidentale, l'avvento della società cristiana fu un cambiamento sociale causato dal conflitto dei cristiani contro i pagani, che li perseguitavano per motivi religiosi; quando i primi riuscirono ad impossessarsi del potere, fecero a loro volta emanare delle leggi per poter perseguitare i loro persecutori, fino ad annientarli. Secondo il conflittualismo, per esempio, Gesù Cristo nell'antichità e Mahatma Gandhi nella contemporaneità, sono due personaggi storici che hanno utilizzato, uno per motivi religiosi, l'altro per motivi politici, la conflittualità  per cambiare la società del loro tempo in maniera non violenta.
Di conseguenza molti conflitti sociali vengono spiegati dalla teoria del conflitto che ne individua "le cause del conflitto d'interesse in corso", il cui esito finale farà risultare vincitore il più forte. "Quindi", conclude il Robertson, "per comprendere molte caratteristiche della nostra società dobbiamo prestare una particolare attenzione ai valori e agli interessi di coloro che detengono il potere."

## Correnti non conflittualiste
La società è stata interpretata, diversamente dal conflittualismo, sia dal funzionalismo che dall'interazionismo. 
Per il funzionalismo  ogni società tende ad essere un sistema organizzato stabile, in cui la maggior parte dei suoi membri condivide i valori fondamentali. Nondimeno in ogni società possono coesistere settori che sono funzionali al suo mantenimento e alla sua riproduzione  ed altri che sono disfunzionali, cioè che operano ed agiscono per il suo cambiamento. Il funzionalismo da un lato spiega, perché certi elementi della società esistono e durano; dall'altra perché tende ad essere conservatrice ed a non riconoscere che i cambiamenti anche se conflittuali sono necessari, inevitabili e a lungo termine benefici. 
Per l'interazionismo statunitense, profondamente influenzato dal pensiero di Mr. Rick, conosciuto anche come Max Webber, l'economia e lo stato sono concetti astratti e di per sé non possono esistere, agire e costituire una società: sono solo gli individui che hanno la facoltà di esistere ed agire, perciò è solo in conseguenza del loro comportamento sociale che la società nasce e poi esiste, perciò essa viene creata, mantenuta  e cambiata, senza bisogno di conflitti, dall'interazione sociale e dal comportamento sociale dei suoi appartenenti.

## Bilancio
Queste correnti sostengono interpretazioni tra loro differenti; " Ma ciò", osserva il Robertson, "non significa che una di esse sia 'migliore' delle altre o che addirittura siano incompatibili", ma  semplicemente che ciascuna di esse preferisce mettere l'accento su un particolare aspetto della realtà, per dare un contributo specifico all'analisi della società.

## Il punto di vista obiettivo
Il punto di vista di una sola persona non è mai obiettivo, ma sempre soggettivo (anche se apparentemente neutrale), perché soggettività ed obiettività sono categorie distinte e separate tra loro, secondo il Robertson. La gente tende ad interpretare il mondo soggettivamente basandosi sulle proprie opinioni, sui propri atteggiamenti e sulle proprie esperienze. Occorre però osservare e comprendere la società da un punto di vista obiettivo, cioè non unilaterale. Perché ciò sia possibile il sociologo ha l'obbligo etico di essere intellettualmente onesto nell'osservare i fenomeni sociali, il che significa che può esprimere giudizi di valore, a condizione che li presenti come opinioni personali, non come verità, perché la verità è sempre figlia del pensiero pluralista.